# Cairns
Cairns é uma cidade australiana do estado de Queensland. Localiza-se a cerca de 1720 km a norte de Brisbane e a cerca de 2500 km a norte de Sydney. Sua população é de 150 920 habitantes (2010).

Cairns é um popular destino turístico pela sua proximidade a diversas atrações, principalmente a Grande Barreira de Corais. Tem mais de dois milhões de visitas turísticas por ano. Possui clima tropical litorâneo com chuvas escassas no inverno e verões chuvosos.

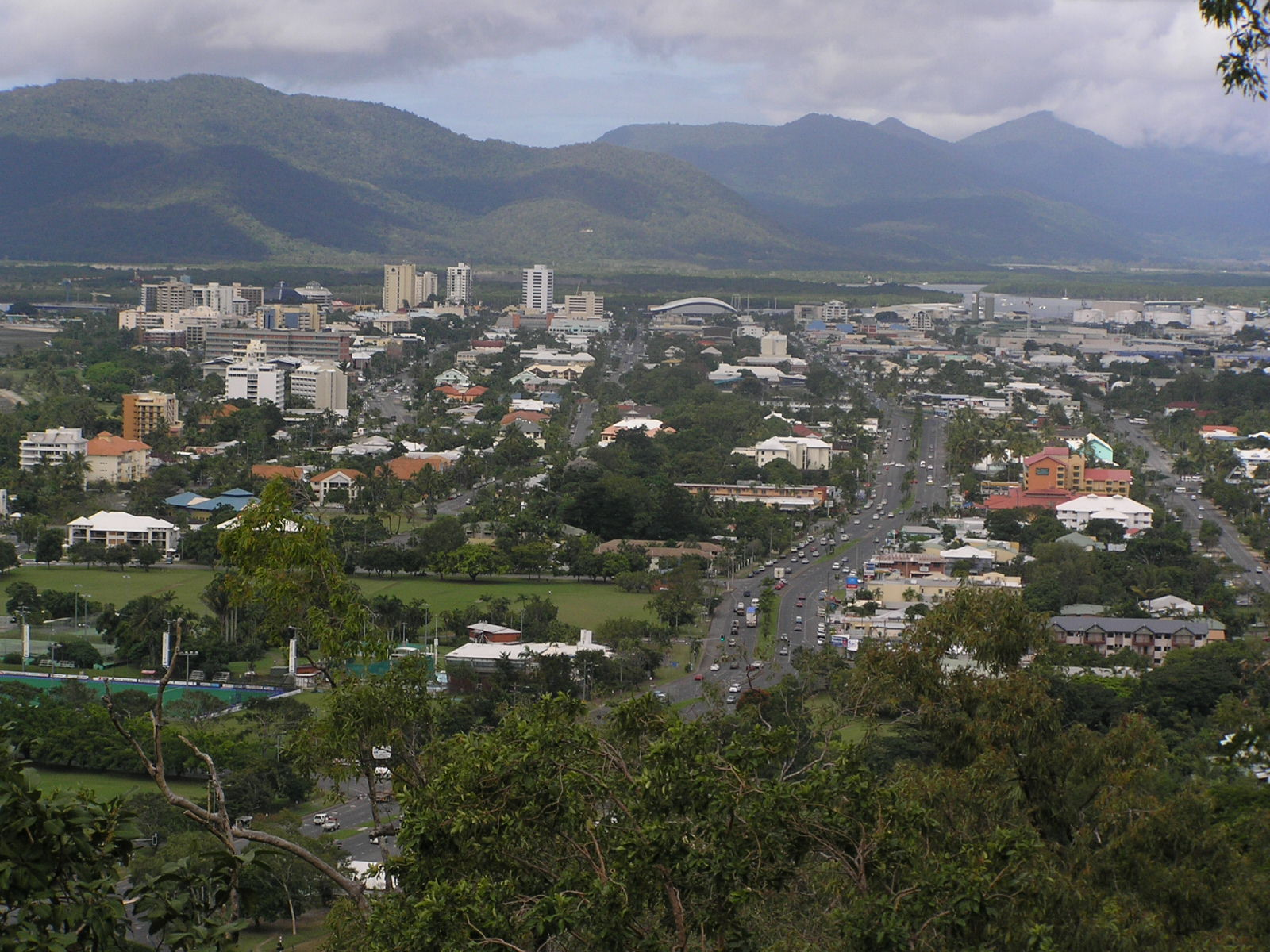
Centro de Cairns.

A cidade deve o seu nome a William Wellington Cairns (antigo Governador de Queensland). Foi formada para servir os mineiros que iam em direção da mina de ouro do rio Hodgkinson, mas teve atrasos no seu desenvolvimento pela descoberta de uma rota mais fácil por Port Douglas. Depois converteu-se num porto importante para a exportação de cana-de-açúcar, ouro, metais, minerais e produtos agrícolas da região do planalto de Atherton.
Hoje Cairns é uma cidade de província, com um traçado urbano linear e que se estende de sul (Edmonton) para norte (Ellis Beach). Cairns tem uma importante dispersão urbana recente, ocupando os subúrbios terras anteriormente utilizadas para o cultivo de cana-de-açúcar.